# Calamus tetradactylus
Calamus tetradactylus är en enhjärtbladig växtart som beskrevs av Henry Fletcher Hance. Calamus tetradactylus ingår i släktet Calamus och familjen Arecaceae. Inga underarter finns listade i Catalogue of Life.